# Andrew Ettingshausen
Pas d'image ? Cliquez ici

a Compétitions nationales et continentales officielles uniquement.

b Matchs officiels uniquement.
Andrew Ettingshausen, né le 29 octobre 1965 à Sutherland (Australie), est un joueur de rugby à XIII australien évoluant au poste d'ailier, centre ou arrière. Il est l'un des meilleurs marqueurs d'essais du premier échelon du rugby à XIII en Australie qui fut le Championnat de Nouvelle-Galles du Sud puis la Super League et enfin la National Rugby League. Il évolue en Australie au sein du même club toute sa carrière Cronulla-Sutherland, entrecoupés de trois passages à Leeds dans les années 1980.
Parallèlement, il participe au State of Origin avec l'équipe de Nouvelle-Galles du Sud. Enfin, il côtoie l'équipe d'Australie.

## Palmarès
- Collectif :
  - Vainqueur de la Coupe du monde : 1988 (Australie).
  - Vainqueur du State of Origin : 1990, 1992, 1993, 1994 et 1996 (Nouvelle-Galles du Sud).